# Inbe
Inbe (jap. 忌部氏, 斎部氏, 諱部氏, 鋳部氏 lub 伊部氏 Inbe-shi, Imube-shi lub Imibe-shi) - japoński ród zajmujący się dziedzicznie funkcjami kapłańskimi w centralnym kulcie shintō od okresu Yamato do okresu Nara. 
Przypuszcza się, że ród ten wyłonił się z ugrupowania zawodowego (jap. 部 be) przy rodzie cesarskim. Inbe kierowali obrzędami polegającymi na utrzymywaniu czystości rytualnej w imieniu całego społeczeństwa. Członkowie klanu za swojego przodka uważali boga Futodama (jap. 天太玉命 Ame no Futodama no Mikoto). W literaturze zachodniej ród Inbe nazywa się "abstynentami", w odróżnieniu od rodu Nakatomi, także zajmującego się funkcjami kapłańskimi, który nazywa się "rytualistami".

## Potomkowie
- Hironari Inbe - twórca Kogo-shūi, zapisków klanu Inbe
- Mochimitsu Oe
- Nobunaga Oda
- Masazumi Gotōda
- Masaharu Gotōda